# يوري دولغوروكي
يوري دولغوروكي(الروسية: Юрий Владимирович Долгорукий) هو ابن الأمير فلاديمير مونوماخ وأمير إمارة روستوف وسوزدال والأمير المعظم في إمارة كييف. دخل التاريخ الروسي كمؤسس لمدينة موسكو.
ولد عام 1091 وتولّى منذ صباه الحكم في إمارة سوزدال، وذلك بأمر من أبيه فلاديمير مونوماخ. كان يطمح طيلة حياته أن يتربع على عرش كييف ولم تحقق أمنيته إلا قبل وفاته بسنتين، أي في عام 1155 . وقبل ذلك استولى على كييف عام 1149 بعد أن دحر قوات إيزياسلاف بن مستيسلاف. لكنه لم يتمكن من الاحتفاظ بالحكم وتم طرده من كييف عام 1152. ومنحه الشعب الروسي لقب «دولغوروكي» أي اليد الطولى كتعبير عن «المطامع طويلة الأجل». وكان يتصف بحب الحكم والمكر والدهاء والشجاعة في وقت واحد.
لكنه دخل في تاريخ روسيا بسبب آخر، ذلك أن يوري دولغوروكي أمر في عام 1147 الميلادي بإنشاء قلعة صغيرة في إمارة سوزدال كان يحكم فيها، وذلك بالقرب من قرية تقع على ملتقى الأنهر الثلاثة دعيت موسكو نسبة إلى أحد تلك الأنهر. وربما نسي الأمير يوري إصداره ذلك الأمر، لكن نتيجة ذلك الأمر كانت بعد قرنين عاصمة لأول دولة سلافية في شرق أوروبا أصبحت فيما بعد إمبراطورية واسعة الأصقاع.

## وفاته
توفي يوري دولغوروكي عام 1157 في مدينة كييف ودفن في تل الأمراء.